# Škoda 21Ab
Škoda 21Ab – typ miejskiego autobusu niskopodłogowego, który wytwarzany był w latach 1995–2001 przez zakłady Škoda w Ostrovie. Pojazd zunifikowano z trolejbusem Škoda 21Tr, produkowanym we wspomnianej fabryce do roku 2004. Powstanie autobusu Škoda 21Ab było trzecią probą unifikacji autobusu i trolejbusu; wcześniej powstały Karosa ŠM 11/Škoda T 11 (1964–1967) i Karosa B 831/Škoda 17Tr (1987–1990).

## Konstrukcja
Škoda 21Ab to dwuosiowy  autobus niskopodłogowy z nadwoziem samonośnym. Silnik ze skrzynią biegów umieszczony jest w tylnej części pojazdu. Nadwozie jest stalowe, spawane z profili cienkościennych. Podłoga obłożona wykładziną antypoślizgową znajduje się w pierwszych i drugich drzwiach na wysokości 360 mm nad nawierzchnią. W tylnej części pojazdu podłogę zamontowano na wysokości 560 mm, natomiast pod siedzeniami jej wysokość zwiększa się do 760 mm. Dzięki zastosowaniu mechanizmu przyklęku poziom podłogi w drzwiach pojazdu stojącego na przystanku może zostać obniżony do zaledwie 275 mm nad nawierzchnią. Po prawej stronie podwozia umieszczono troje składanych drzwi dwuczęściowych, wyposażonych w układ indywidualnego otwierania drzwi (tzw. ciepłe guziki). Naprzeciwko drugich drzwi wydzielono miejsce na wózek inwalidzki lub dziecięcy.

## Produkcja i eksploatacja
Prototyp autobusu 21Ab (później sprzedany do Karlowych Warów) wyprodukowano razem z prototypem trolejbusu 21Tr w 1995 r. W następnym roku powstały kolejne trzy egzemplarze. W 1997 r. rozpoczęto produkcję seryjną, która potrwała do 2001 r. Ogółem zbudowano 37 sztuk tego modelu autobusu. Kilka pojazdów zostało oznaczonych jako testowe lub demonstracyjne producenta. Autobusy te prezentowano i testowano m.in. w Pradze, Pardubicach i Wilnie. Po zakończeniu produkcji seryjnej odsprzedano je różnym przewoźnikom (np. ostatni autobus 21Ab zakupił Dopravní podnik Mladá Boleslav w roku 2003).
W 2000 r. wyprodukowano karoserię przeznaczoną dla autobusu napędzanego CNG. Niedokończone nadwozie sprzedano firmie Jamot z Jablonca nad Nysą, gdzie miał odbyć się montaż końcowy. Planowano wyposażenie autobusu w silnik Tedom ML 637 NG, ale wszelkie prace przerwano w 2002 r. a pojazd zezłomowano.

## Dostawy
| Państwo        | Miasto         | Lata dostaw    | Liczba | Numery taborowe |
| -------------- | -------------- | -------------- | ------ | --------------- |
| Czechy         | Karlowe Wary   | 2000           | 1      |                 |
| Czechy         | Mladá Boleslav | 1997–2003      | 18     |                 |
| Czechy         | Ostrawa        | 1997           | 2      | 7501–7502       |
| Czechy         | Pilzno         | 1996–2000      | 16     | 443–448 465–474 |
| Łączna liczba: | Łączna liczba: | Łączna liczba: | 37     |                 |